# 경보 (육상 경기)

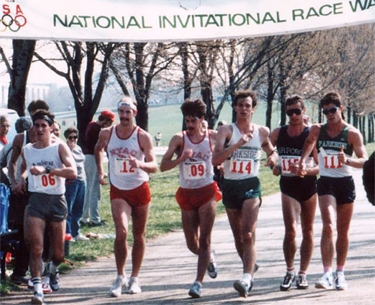

경보(競步, racewalking, 문화어: 걷기경기)는 정확한 걸음걸이로 누가 얼마나 빨리 걷느냐 하는 것을 겨루는 경기이다.
마라톤처럼 도로나 트랙에서 하는 도보 경기로, 한쪽 발이 땅에서 떨어지기 전에 다른 발이 땅에 닿게 하여 무릎을 편 자세로 앞으로 나아간다.
상체를 똑바로 하고, 앞으로 내민 발이 땅에 닿을 때에는 무릎이 쭉 뻗도록 발걸음을 옮기는 식으로 바르게 걷는 걸음걸이가 경보경기의 기본이다. 또한 허리돌리기에 따른 전진과 팔을 경쾌하게 흔드는 것이 기술의 포인트이다.
심판원은 경보경기자의 발걸음이 바르지 않다고 판단될 경우 경고를 주고, 세 번째 경고는 2분간 퇴장시킬 수 있고 네 번째 경고는 실격처리 된다. 주임 심판원을 포함한 2명의 심판원, 또는 주임 심판원을 포함하지 않은 3명의 심판원이 판정을 내린다.
공인된 종목은 20·30·50km, 20·30마일, 2시간의 6종목이 있다. 하계 올림픽 경기에서는 남녀20km와 남자 50km의 세 종목을 실시한다.

## 같이 보기
- 파워 워킹